# Digitaria brazzae
Digitaria brazzae là một loài thực vật có hoa trong họ Hòa thảo. Loài này được (Franch.) Stapf mô tả khoa học đầu tiên năm 1919.